# Batalla dels Camps Catalàunics
La batalla dels Camps Catalàunics o batalla de Châlons va ser una batalla que va enfrontar una coalició romana liderada pel general Flavi Aeci i el rei visigot Teodoric I contra l'aliança dels huns comandada pel rei Àtila. La batalla va representar l'última victòria militar significativa en què prengué part l'Imperi Romà d'Occident, i el punt àlgid de la carrera de Flavi Aeci.

## Antecedents
El 450 Àtila va prendre la decisió d'envair les Gàl·lies, amb el pretext que eren la part del dot que li corresponien del seu pretés matrimoni amb la germana de l'emperador occidental Valentinià III.
L'exèrcit d'Àtila va arrasar tot el nord de la Gàl·lia, i va posar setge a Aureliani (Actual Orleans). Tanmateix, en tenir coneixement que l'exèrcit romà s'acostava, va sortir a trobar l'enemic a camp obert per no veure's atrapat contra les muralles de la ciutat.
L'exèrcit romà estava comandat pel mestre dels soldats Flavi Aeci, que alguns historiadors anomenaren «l'últim dels romans» pels seus esforços per mantenir unit l'Imperi Occidental quan la seva desintegració ja semblava inevitable. Aeci, que havia viscut entre els huns de petit, havia estat amic d'Àtila, i coneixia bé els costums i les maneres de fer dels huns. Les seves qualitats com a diplomàtic l'havien ajudat a convèncer Teodoric, el rei visigot del Regne de Tolosa, que Àtila suposava una amenaça també per ells i que calia que unís les seves forces amb les romanes per derrotar-lo.

## Preludi
Segons l'autor de Vita S. Anianus, Àtila va rebre la notícia que l'exèrcit romà arribava quan la ciutat ja estava pràcticament presa. Els homes d'Àtila havien obert una bretxa a la muralla i un grup de soldats ja l'havia traspassat. Tot i que tenien el control efectiu de la ciutat, quedar-s'hi hauria comportat passar d'assetjador a assetjat dins d'una ciutat hostil. Van decidir de retirar-se a camp obert a la recerca d'una posició avantatjosa on plantar cara.
Aeci i Teodoric van iniciar la persecució fins que els dos exèrcits es van trobar als Camps Catalàunics el 20 de juny del 451, data proposada per J.B. Bury i des d'aleshores acceptada per molts historiadors, tot i que d'altres fonts situen la batalla el 20 de setembre.
La localització exacta dels Camps Catalàunics tampoc es coneix amb certesa: l'historiador Thomas Hodgkin els situa a prop de Méry-sur-Seine, però el consens actual ubica el camp de la batalla a Châlons-en-Champagne.
La nit abans de la batalla, una avançada de forces dels francs del bàndol romà ja s'havia enfrontat a un grup de gèpids lleials a Àtila. L'historiador Jordanes va reportar 15.000 morts per bàndol en aquesta escaramussa.
El mateix autor explica com, d'acord amb els costums dels huns, Àtila va fer que els seus endevinadors examinessin les entranyes d'un sacrifici el matí abans de la batalla. Van pronosticar un resultat desastrós pels huns, però que un dels líders enemics moriria. Amb l'esperança que fos Aeci, Àtila va decidir arriscar-se i va donar les últimes ordres pel combat, però el va endarrerir fins a la novena hora (al voltant de les cinc de la tarda) perquè els seus homes poguessin fugir en la foscor en cas de derrota.

## Batalla
Segons Jordanes, la plana catalàunica s'eleva a una banda amb un vessant pronunciat. Aquest accident geogràfic dominava el camp de batalla i va esdevenir el centre de la batalla. D'entrada, els huns van ocupar el cantó dret del turó mentre els romans van ocupar el cantó esquerre. Quan els huns van intentar prendre l'estratègica posició al centre, van ser repel·lits amb força pels romans que els van fer fugir desordenadament desestructurant la formació de l'exèrcit d'Àtila.

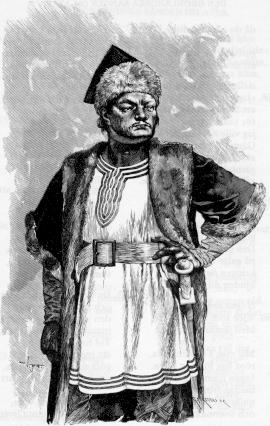
Àtila, rei dels huns

Àtila va intentar de reagrupar el seu exèrcit, esforçant-se a mantenir la posició. Mentrestant el rei Teodoric, liderant la persecució dels huns, va morir sense que els seus homes se n'adonessin. Jordanes explica que Teodoric va caure del cavall i va morir aixafat per la cavalleria que el seguia, però també menciona un altre relat segons el qual Teodoric hauria mort travessat per la llança de l'ostrogot Andag (Jordanes era notari de Gunthigis, el fill d'Andag).

Els visigots van caure sobre el cos muntat dels huns i van obligar a Àtila a refugiar-se al seu campament, que havia fortificat. Amb l'arribada de la nit, la foscor va fer dispersar els exèrcits: Aeci es va separar dels seus homes, i va témer que havien caigut tots. Turismon, el fill de Teodoric, també es va perdre i va acabar enmig del campament dels huns on va ser ferit abans que els seus soldats poguessin rescatar-lo.
A l'alba de l'endemà, els camps es trobaven plens de cadàvers. Veient que els huns no feien cap moviment, els romans i els gots es va reunir per decidir que havien de fer. Coneixedors del fet que Àtila disposava de provisions limitades, van decidir de posar setge al seu campament. Davant d'aquesta desesperada situació, Àtila no va capitular i va ordenar que es preparés una pira funerària per poder immolar-s'hi si l'enemic atacava i corria perill de ser fet presoner.
Amb Àtila atrapat al campament, els visigots es van dedicar a buscar el seu rei desaparegut. Van trobar el cos de Teodoric cobert d'una pila de cadàvers i se'l van endur tot entonant càntics heroics. Al tenir coneixement de la mort del seu pare, Turismon va voler assaltar el campament d'Àtila, però Aeci el va dissuadir i el va convèncer per tornar a Tolosa (la capital de seu regne) per consolidar el tron que acabava d'heretar.
En veure la retirada dels visigots, Àtila es va pensar que era un engany per aniquilar el seu exèrcit quan baixés la guàrdia. Es va mantenir a l'expectativa durant un temps fins que es va arriscar a abandonar el seu camp fortificat i tornar cap a casa.

## Interpretacions

### Flavi Aeci

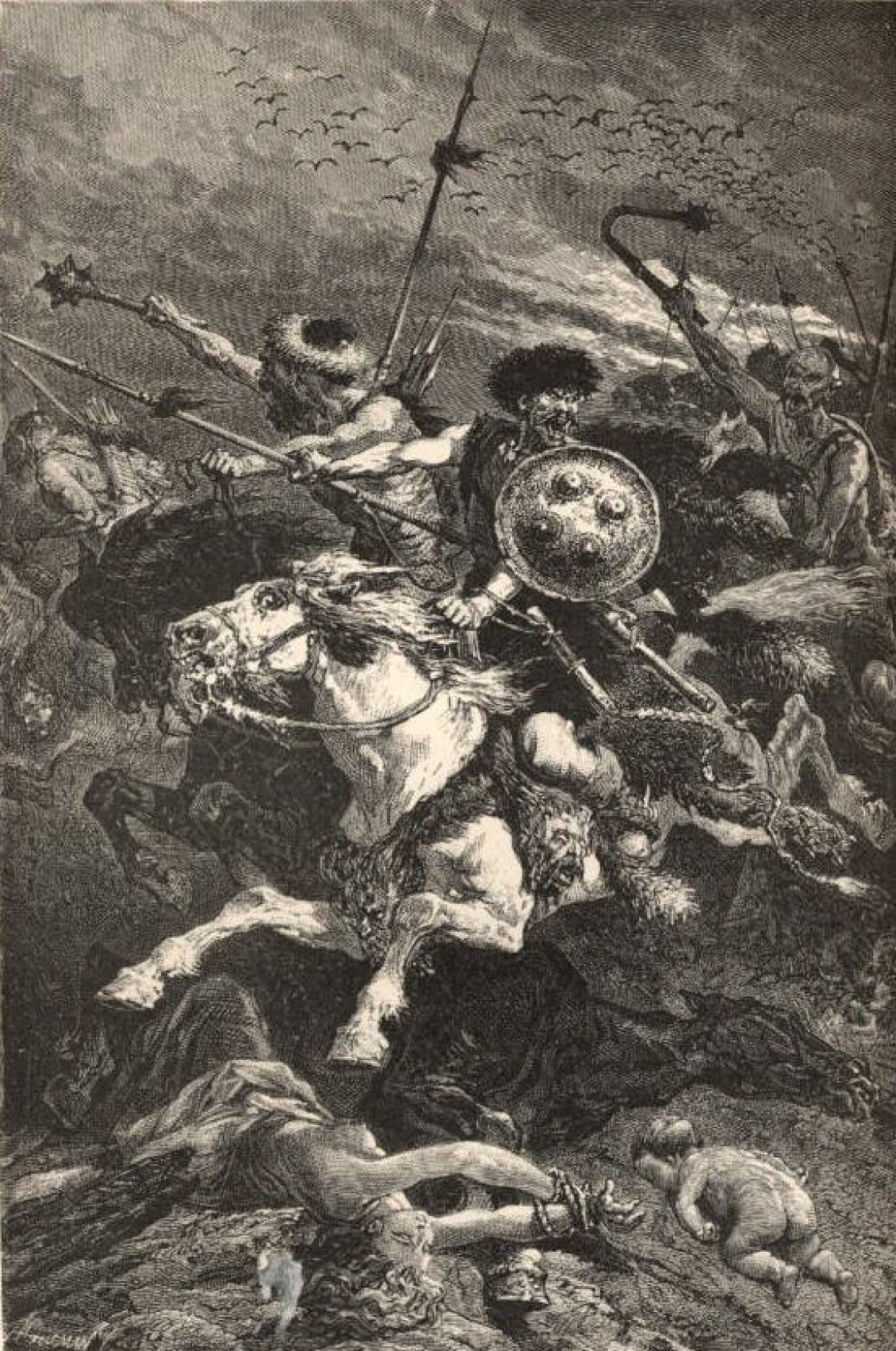
Els huns a la batalla dels Camps Catalàunics, il·lustració d'Alphonse de Neuville (1836-1885)

Les accions de Flavi Aeci, especialment al final de la batalla, han generat moltes especulacions per part dels historiadors. Amb Àtila assetjat al seu campament en inferioritat de condicions va renunciar a atacar-lo, va convèncer els seus aliats de no fer-ho, i li va permetre de retirar-se més enllà de la frontera del Rin. Els motiu que ofereix Jordanes (que era visigot), i que han donat per bo molts historiadors posteriors, és que Aeci no volia trencar l'equilibri de forces existents i pensava que si els huns eren esclafats, els visigots tindrien via lliure per expandir-se per tota la Gàl·lia obtenint un poder prou gran per rivalitzar amb l'Imperi Romà Occidental.
També s'ha al·legat que Aeci va convèncer els visigots i els seus aliats d'abandonar el camp de batalla per no haver de repartir el botí d'Àtila quan aquest va fugir del campament.
En qualsevol cas, el resultat va ser el millor possible per Aeci: Teodoric havia mort, Àtila fugia en retirada, i els romans podien aparentar una victòria. Sir Edward Creasy resumeix les intencions d'Aeci:
| « | És improbable que Aeci desitgés una victòria massa rotunda. Temia la glòria que els seus aliats visigots havien adquirit, i temia que Roma podia trobar un segon Alaric I en el príncep Turismon, que s'havia destacat en combat i havia estat proclamat rei al camp de batalla. Va persuadir el jove rei de tornar de seguida a la seva capital i així va desempallegar-se al mateix temps d'un amic perillós, i d'un formidable enemic ara derrotat. | » |

### Importància històrica de la batalla
La tradició històrica atorga a la batalla una importància determinant, considerant-se per molts historiadors com una de les batalles més destacades de l'antiguitat. Sir Edward Creasy la va incloure entre Les Quinze Batalles Decisives del Món. La visió tradicional sintetitza la batalla entre les forces dels bàrbars d'orient i manté que si hagués vençut Àtila, Europa hauria trencat amb el seu llegat romà i els huns haurien establert un nou ordre d'arrels asiàtiques i oposades al cristianisme.
L'historiador John J. Norwich, conegut pels seus treballs sobre Viena i l'Imperi Romà d'Orient, escriu de la Batalla dels Camps Catalàunics:
| « | Mai no s'ha d'oblidar que l'estiu del 451 i altre cop el 452, el destí de tota la civilització occidental va penjar d'un fil. Si l'exèrcit dels huns no hagués estat aturat en aquestes dues successives campanyes, si el seu líder hagués pres el tron de Valentinià i hagués establert la seva pròpia capital a Ravenna o Roma, no hi ha dubte que tant la Gàl·lia com Itàlia haurien quedat reduïdes a deserts espirituals i culturals. | » |

Tanmateix, hi ha historiadors que relativitzen la importància de la batalla. Afirmen que un cop Aeci havia aconseguit aglutinar en contra l'enemic comú als visigots i la resta de rivals dels romans, l'èxit de la campanya d'Àtila a la Gàl·lia ja no era viable. També interpreten que la batalla va tenir lloc quan els huns ja estaven retirant-se i que el nombre de combatents va ser enormement exagerat per les fonts disponibles. De fet, tot i que el seu prestigi havia quedat tocat, Àtila reprendria l'any següent la guerra contra l'Imperi Occidental envaint Itàlia. Tan sols la mort d'Àtila i la batalla de Nedao entre les faccions dels huns posarien fi a l'amenaça per Europa.
Segons J.B. Bury, una victòria dels huns no hauria canviat el curs de la història:
| « | Si Àtila hagués estat victoriós, si hagués vençut els romans i els gots a Orleans, si hagués conquerit Gàl·lia i hagués traslladat -i no tenim cap prova que aquesta fos la seva intenció- la seu del seu govern i el gruix de la seva gent des de Tisza fins al Sena, no hi ha cap raó per suposar que el curs de la història s'hagués vist radicalment alterat. Car el govern dels huns a la Gàl·lia només hauria estat cosa d'un any o dos; no hi hauria pogut perdurar, com no va perdurar a Hongria. | » |